# Manoel Luiz da Paz
Manoel Luiz da Paz, Veterano da guerra de canudos, foi o fundador da Liga dos Republicanos Combatentes, cujo objetivo era derrubar a família Malta do poder estadual alagoano. Ele protagonizou a Quebra de xangô em 2 de Fevereiro de 1912, junto com os integrantes de seu grupo. Pouco se sabe sobre sua origem.